# Hassan Moustafa
Hassan Moustafa (arapski: حسن مصطف; Kairo, 28. srpnja 1944.), umirovljeni egipatski rukometaš i bivši trener, trenutačni predsjednik Međunarodnog rukometnog saveza. 
Moustafa je rođen 28. srpnja 1944. u Kairu. Studij je završio u Leipzigu da bi uskoro obranio doktorski rad i stekao naslov doktora kineziologije.
Njegovu igračku karijeru obilježilo je 15 godina igranja za kairski klub Al Ahly, kao i 10 godina nastupa za reprezentaciju, s kojom je osvajao nekoliko kontinentalnih odličja. Nakon umirovljenja, posvetio se trenerskom poslu, trenirajući svoj matični klub i vodeći nacionalnu reprezentaciju punih 10 godina. Za njegova izborničkog mandata, Egipat je ostvario povijesni uspjeh na kontinentalnoj i svjetskoj razini. Tijekom sezone 1997./1998. proglašen ja za najboljeg egipatskog trenera. Jedno vrijeme radio je i kao rukometni sudac.
Ipak, Moustafa je globalno poznatiji kao rukometni i sportski djelatnik. Njegova administrativna karijera započela je 1984. godine kada je prvi puta izabran za predsjednika Egipatskog rukometnog saveza, kog je vodio do 1992. godine, a onda ponovo od 1996. do 2008. godine. Kada je 1992. napustio rukometni savez, do 2000. je bio glavni tajnik Egipatskog olimpijskog odbora, a u međuvremenu je postao i član vijeća IHF-a. Godine 1999. osnovao je Mediteranski rukometni savez, kog je vodio do 2003. godine. Njegov najveći uspjeh dogodio se 2000. godine, kada je na Kongresu IHF-a u Estorilu izabran za predsjednika Međunarodnog rukometnog saveza, naslijedivši Austrijanca Erwina Lanca, koji je savez vodio od 1984. godine. 
Moustafa je svakako doveo do znatnog razvoja u rukometnom svijetu, kao što je i doprinio globalnoj popularizaciji sporta, ali njegov je mandat bio obilježen s nekoliko kontroverzi, od toga da je optuživan za despotsko vođenje saveza, preko optužbi za primanje mita, pa sve do kontroverznog sukoba s Peterom Mühlematterom, glavnim tajnikom IHF-a, koji je 2009. smijenjen s dužnosti. 
Zna govoriti arapskim, njemačkim i engleskim jezikom.

## Vanjske poveznice
- Stranica Međunarodnog rukometnog saveza